# 右派連合 (ロシア)
| 右派勢力同盟 Сою́з пра́вых сил | 右派勢力同盟 Сою́з пра́вых сил             |
| ---------------------------- | ---------------------------------------- |
| 党首                         | ニキータ・ベールィフ                     |
| 成立年月日                   | 1999年                                   |
| 解散年月日                   | 2008年11月16日                           |
| 解散理由                     | 新党・右派活動（正義の事業）に参加のため |
| 後継政党                     | 右派活動（正義の事業）                   |
| 党本部所在地                 | モスクワ                                 |
| 政治的立場                   | 自由主義、保守主義                       |
| 下院議席数                   | 0/450                                    |
| 色（イメージカラー）         | ライトブルー                             |
| 国際提携                     | 国際民主同盟                             |
| ウェブサイト                 | www.SPS.ru                               |

右派連合（うはれんごう）ないし右派勢力同盟（うはせいりょくどうめい、ロシア語名Сою́з пра́вых сил, СПС/Soyuz pravykh sil、略称:SPS 英語名:Union of Right force）は、ロシアの政党。
政治的には、エリツィン政権下のロシアの選択やロシアの民主的選択などの急進改革派やロシア経済の自由化を推進してきた勢力を代弁するものである。1999年12月19日のロシア下院国家会議選挙では、プーチン政権を支持する立場に立ち、31議席、6,89％を獲得した。
しかし、リベラル派として、政商などオリガルヒの利益を代表する右派勢力同盟と政商を抑制しようとするプーチン政権は次第に対立するようになった。リベラル派のもう一つの雄ヤブロコが、プーチン政権によって逮捕されたロシアの石油会社ユコス社のホドルコフスキー社長からの資金提供を受けていたことで、右派勢力同盟もオリガルヒに不満を抱く国民の支持を急速に失った。
2003年12月に行われた国家会議選挙では与党「統一ロシア」が予想を大きく上回って過半数以上の議席を獲得して圧勝し、右派勢力同盟は得票率5％を越えられず、事実上議会から姿を消した。
保守政党の国際組織である国際民主同盟に加盟している。また次回、2007年末の国家会議選挙に向けて、主義主張の違いを超えてヤブロコとの共闘を強めたが、得票率は1.1％で、議席獲得に必要な7％の得票を得られなかった。
2007年11月24日、2008年ロシア大統領選挙にボリス・ネムツォフを擁立する方針を決定した。しかし野党勢力による候補一本化の必要性から、同年12月26日にネムツォフは大統領選挙へ立候補を取り下げた。右派連合などの野党勢力はミハイル・カシヤノフ元首相に一本化したが、カシヤノフは立候補を当局から阻止された。
メドヴェージェフ政権発足後の2008年10月2日、党を解散してロシア民主党・市民勢力とともに新党を結成する方針を明らかにした。これには政権側の意向も働いているといわれ、いわば「官製野党」が誕生するとの指摘もある。11月16日、新党「右派活動（正義）」が誕生した。